# Damien Degboe
Damien Degboe – beniński lekkoatleta, średniodystansowiec, uczestnik Letnich Igrzysk Olimpijskich 1980.
Podczas Letnich Igrzysk Olimpijskich 1980 wystąpił w biegu na 1500 metrów. W eliminacjach uzyskał czas 4:15,3, co nie dało mu awansu do następnej fazy eliminacyjnej (w łącznej klasyfikacji pierwszej rundy zajął ostatnie, 40. miejsce).

## Rekordy życiowe
| Dystans     | Wynik (s) | Data |
| ----------- | --------- | ---- |
| 1500 metrów | 4:07,3    | 1983 |